# 吴合春
吴合春丶男，河北任丘人，中國共產黨黨員，中華人民共和國政治人物、軍事人物、中國人民解放軍少將，原內蒙古軍區政委、中國人民解放軍陸軍第二十七集團軍副政委。
2008年4月，時任內蒙古軍區司令員鄭傳福、時任政委吳合春帶頭參加黨小組民主生活會，查找自身問題，開展批評與自我批評，為機關作示范。